# Ján Zlocha
Ján Zlocha (Bratislava, 24 de março de 1942 – 1 de julho de 2013) foi um futebolista profissional eslovaco que atuava como defensor.

## Carreira
Ján Zlocha fez parte do elenco da Seleção Checoslovaca de Futebol, na Copa de 70.